# Saint-Pierre-la-Palud
Saint-Pierre-la-Palud är en kommun i departementet Rhône i regionen Auvergne-Rhône-Alpes i östra Frankrike. Kommunen ligger i kantonen L'Arbresle som tillhör arrondissementet Lyon. År 2022 hade Saint-Pierre-la-Palud 2 586 invånare.

## Befolkningsutveckling
Antalet invånare i kommunen Saint-Pierre-la-Palud
| Referens: INSEE |